# Storie e leggende napoletane
Storie e leggende napoletane è un'opera letteraria di Benedetto Croce.
Dedicato alla memoria di Bartolommeo Capasso, il volume è stato pubblicato per la prima volta nel 1919 dalla Laterza. La stessa casa editrice l'ha più volte ristampato, riveduto dall'autore, nel 1923, nel 1941 (con l'aggiunta di due saggi, quelli su Tirinella Capece e su Giulia Gonzaga) e nel 1948, fino ad arrivare alla settima edizione del 1976. Successivamente è stato più volte pubblicato, a cura di Giuseppe Galasso, dall'Adelphi. Dovrà essere pubblicato anche nel quadro dell'edizione nazionale dell'opera di Croce, per le edizioni Bibliopolis.
Il volume comprende una serie di scritti per lo più giovanili, del Croce allora erudito, che, pubblicati dalla fine dell'800 su periodici diversi, si riferiscono a memorie storiche, a fatti e a leggende della Napoli dal XV secolo in poi, attraverso dei ritratti di protagonisti, anche forestieri, che hanno caratterizzato nel corso dei secoli la vita della città partenopea. Tali scritti sono stati, nelle diverse edizioni, più volte rifatti e ritoccati, nella convinzione, espressa dall'autore nell’Avvertenza all'opera, che «il legame sentimentale col passato prepara e aiuta l'intelligenza storica, condizione di ogni vero avanzamento civile».  A tal riguardo, come ha segnalato Galasso, questi scritti emanano un'aura, un pathos «che immancabilmente colpisce il lettore», soprattutto per la loro «schietta napoletanità».